# باولو (لاعب كرة قدم مواليد 1988)
باولو (بالبرتغالية: Paulo Luiz Santos‏) هو لاعب كرة قدم برازيلي في مركز نصف الجناح، ولد في 14 يونيو 1988 في غوارولوس في البرازيل. لعب مع نادي سانتوس ونادي فلامنغو ونادي كورينثيانز.

## وصلات خارجية
- باولو (لاعب كرة قدم مواليد 1988) على موقع دوري كوريا الجنوبية (الإنجليزية)
- باولو (لاعب كرة قدم مواليد 1988) على موقع قاعدة بيانات كرة القدم.إي يو (الإنجليزية)
- باولو (لاعب كرة قدم مواليد 1988) على موقع Soccerway.com (الإنجليزية)